# Schistocarpha eupatorioides
Schistocarpha eupatorioides là một loài thực vật có hoa trong họ Cúc. Loài này được (Fenzl) Kuntze miêu tả khoa học đầu tiên năm 1898.